# بيتر هايلاند
بيتر هايلاند (بالإنجليزية: Angus Hyland)‏ هو مصمم جرافيك بريطاني، ولد في 1963.